# Монгольский зуёк
Монгольский зуёк или коротконосый зуёк (лат. Anarhynchus mongolus) — вид птиц из семейства ржанковых. Выделяют два подвида.

## Описание
Монгольский зуёк достигает длины от 17 до 20 см. Размах крыльев составляет от 45 до 55 см. Масса варьирует от 50 до 75 г.
В брачном наряде белый лоб разделён тонкой чёрной чертой по середине. Чёрная маска лица проходит от основания клюва через глаза до пятен уха. Верх головы коричневый, красновато-коричневая полоса проходит от затылка вплоть до груди, белое горло разделено от рыжей груди тонкой чёрной полосой. Спина и крылья бурые. Нижняя сторона тела белая с маленькими красноватыми коричневыми пятнами по бокам. Ноги оливково-коричневого цвета.
В зимнем наряде отсутствует маска лица и красновато-коричневая грудь. Оперение верхней части тела птицы единообразно бурое, а нижней части тела — белёсое. Молодые птицы похожи на взрослых птиц в зимнем наряде, однако, верх головы более коричневый.
Радужины тёмно-коричневые. Клюв тёмно-бурый.

## Подвиды
- Anarhynchus mongolus mongolus (Pallas, 1776) — восточно-сибирский подвид (Становой и Верхоянский хребты[5]), добыт Палласом на пролёте у границ Монголии, в Даурских степях между Ононом и Аргунью[2].
- Anarhynchus mongolus stegmanni (Portenko, 1939) — Камчатка, Чукотка, Командорские острова[2].

## Распространение
Область распространения монгольского зуйка — это восток России. Вид гнездится на полуострове Чукотка, Камчатке и на Командорских островах. Имеются также отдельные доказательства гнездования на западном побережье Аляски. Птиц можно регулярно наблюдать на острове Святого Лаврентия и Алеутских островах, однако, до сих пор нет доказательств гнездования.
Монгольский зуёк предпочитает возвышенности, однако, наблюдается и в тундре и на побережье. На Командорских островах вид регулярно гнездится между песчаными дюнами. Это перелётная птица, которая зимует на Филиппинах, в Индонезии и Австралии.

## Образ жизни
Это стайный вид птиц. В сезон размножения образует устойчивые пары. Гнездо — это неглубокая ямка, иногда выложенная лишайниками. В кладке от 2 до 3 яиц. Они либо абсолютно коричневые, либо оливково-зелёные с большими красно-коричневыми пятнами. Период инкубации составляет 21 день. Обычно кладку высиживает исключительно самец. Молодые птицы становятся самостоятельными через 25—30 дней. В возрасте одного года они становятся половозрелыми.
Питание состоит из ракообразных, насекомых и их личинок.